# Skeeter Davis
Skeeter Davis (sinh Mary Frances Penick; 30 tháng 12 năm 1931  – 19 tháng 9 năm 2004) là một ca sĩ nhạc đồng quê người Mỹ, người đã hát các bài hát nhạc pop chéo thể loại, bao gồm "The End of the World" năm 1962. Cô bắt đầu là một phần của ban nhạc Davis Sisters khi còn là một thiếu niên vào cuối những năm 1940, cuối cùng đã ký được hợp đồng với RCA Victor. Vào cuối những năm 1950, cô trở thành một ngôi sao solo.
Là một trong những phụ nữ đầu tiên để đạt được ngôi sao lớn trong lĩnh vực âm nhạc đồng quê như một ca sĩ solo, cô là một ảnh hưởng được ghi nhận đối với Tammy Wynette và Dolly Parton và được nhà phê bình của The New York Times Robert Palmer ca ngợi là một "ca sĩ nhạc pop/nhạc đồng quê phi thường".